# دل بیشتر می‌خواد
دل بیشتر می‌خواد (به هندی: Dil Maange More) فیلمی است محصول سال ۲۰۰۴ و به کارگردانی آنانت ماهادوان است. در این فیلم بازیگرانی همچون شاهد کاپور، سوها علی خان، آیشا تاکیا، تولیپ جوشی، گلشن گروور، زارینا وهاب ایفای نقش کرده‌اند.